# Expedice 12
Expedice 12 byla dvanáctá posádka dlouhodobě obývající Mezinárodní vesmírnou stanici (ISS). Velitel William McArthur (USA) a palubní inženýr Valerij Tokarev (Rusko) startovali z kosmodromu Bajkonur 1. října 2005 na palubě Sojuzu TMA-7, se stanicí ISS se spojili 3. října 2005 . Na stanici přijali zásobovací loď Progress a uskutečnili dva výstupy do kosmického prostoru. Po půlročním pobytu předali stanici Expedici 13 a přistáli na Zemi.

## Posádka
- William McArthur, (4) velitel – NASA
- Valerij Tokarev, (2) palubní inženýr – Roskosmos (CPK)

V závorkách je uveden dosavadní počet letů do vesmíru včetně této mise.

## Záložní posádka
- Jeffrey Williams, velitel – NASA
- Michail Ťurin, palubní inženýr – Roskosmos (RKK Eněrgija)

## Průběh mise
Expedice 12 startovala společně s vesmírným turistou Gregory Olsenem v Sojuzu TMA-7 z kosmodromu Bajkonur v Kazachstánu 1. října 2005 v 03:55 UTC. U vesmírné stanice přistáli 3. října v 7:27 UTC. Novou posádku přivítali členové Expedice 11: ruský velitel Sergej Krikaljov a americký palubní inženýr John Phillips. Během týdne nová posádka převzala stanici a 11. října se Krikaljov, Phillips a Olsen v Sojuzu TMA-6 vrátili na zem.
První ze dvou výstupů do kosmického prostoru expedice proběhl 7. listopadu, kosmonauti se věnovali výměnám některých dílů na povrchu stanice. Vycházka trvala 5 hodin 22 minut.
Koncem roku 2005 kosmonauti vykládali zásobovací loď Progress M-55, která zakotvila u stanice 23. prosince.
Druhá kosmická vycházka McArthura a Tokareva začala 3. února 2006 v 22:44 UTC. Kosmonauti během 5 hodin a 43 minut vypustili starý skafandr s vysílačkou, obsloužili venkovní experimenty a prohlédli vybrané části povrchu stanice.
30. března 2006 přiletěli v Sojuzu TMA-8 Pavel Vinogradov a Jeffrey Williams (Expedice 13) s brazilským kosmonautem Marcosem Pontesem. Dvojice McArthur, Tokarev předala stanici nováčkům a s Pontesem se vrátili v Sojuzu TMA-7 na zem.